# Guy Madison
Guy Madison, nome artístico de Robert Ozell Moseley, (Bakersfield, Califórnia, 19 de janeiro de 1922 – Palm Springs, Califórnia, 6 de fevereiro de 1996) foi um ator estadunidense, mais conhecido pelo personagem Wild Bill Hickok, que interpretou por vários na série de TV do mesmo nome.

## Biografia
Filho de maquinista de trem, um entre seis filhos, Madison desde cedo teve de lutar pela vida. Depois de trabalhar como reparador de linhas telefônicas, entrou para Guarda Costeira dos Estados Unidos no início da Segunda Guerra Mundial, tendo servido como salva-vidas em San Diego. Em 1944, enquanto estava de licença, visitou Hollywood e recebeu convite para um pequeno papel no filme Desde Que Partiste (Since You Went Away), produzido por David O. Selznick e estrelado por Claudette Colbert e Joseph Cotten. Sua boa aparência foi notada pelas fãs, o que lhe assegurou uma carreira no cinema antes mesmo de dar baixa. Em 1949 casou-se com a atriz Gail Russell, de quem iria se divorciar em 1954. Nesse mesmo ano casou-se com a também atriz Sheila Connolly, que lhe deu seus quatro filhos, e de quem igualmente se divorciou, em 1964.
Madison passou a maior parte da década de 1950 dividido entre o cinema e a TV, indo depois atuar na Europa, de onde retornou já nos anos 1970. Sua saúde complicou-se na década seguinte, com os pulmões avariados em virtude de um acidente automobilístico. Morreu de enfisema aos setenta e quatro anos de idade.

## Carreira
Em 1946, Madison trabalhou com o diretor Edward Dmytryk em Noite na Alma (Till the End of Time), filme prejudicado pela temática semelhante ao premiado Os Melhores Anos de Nossas Vidas (The Best Years of Our Lives), feito no mesmo ano por William Wyler. Seus outros filmes da década de 1940 sedimentaram sua popularidade, o que lhe valeu o papel do xerife Wild Bill Hickok na série do mesmo nome. Exibida entre 1951 e 1958 na TV e entre 1951 e 1956 no rádio, a série foi um retumbante sucesso e levou Madison ao estrelato. Ainda assim, ele continuou a trabalhar no cinema e fez diversos faroestes de baixo orçamento, inclusive Investida de Bárbaros (The Charge at Feather River, 1953), uma das primeiras produções em 3D e Sob o Comando da Morte (The Command, 1954), o primeiro filme em Cinemascope do estúdio Warner. Outros westerns dignos de nota são O Tirano da Fronteira (The Last Frontier, 1955), estrelado por Victor Mature, Represália (Reprisal!, 1956), Desforra Fatal (The Hard Man, 1957) e A Vingança Deixa Sua Marca (Bullwhip, 1958), coestrelado por Rhonda Fleming. Fez também filmes de outros gêneros, como o drama criminal No Mau Caminho (Five Against the House, 1955) e No Limiar do Espaço (On the Threshold of Space), sobre exploração espacial.
Com o final de Wild Bill Hickok e sem perspectivas de conseguir bons papéis em Hollywood, Madison foi tentar a sorte na Europa, onde atuou em épicos italianos, como A Escrava de Roma (La Schiava di Roma, 1960) e A Vingança de Sandokan (Sandokan Alla Riscossa, 1964). Participou também da explosão do western spaghetti e coestrelou com Lex Barker uma das várias produções alemãs com o herói apache Winnetou, criação de Karl May. Voltou a trabalhar na televisão estadunidense, lá ficando até 1988, quando encerrou a carreira numa refilmagem de Rio Vermelho (Red River, 1948), o faroeste clássico de Howard Hawks.

## Filmografia
Todos os títulos em português referem-se a exibições no Brasil.
- 1944 Desde Que Partiste (Since You Went Away); dirigido por John Cromwell
- 1946 Noite na Alma (Till the End of Time); Edward Dmytryk
- 1947 Amor de Duas Vidas (Honeymoon); William Keighley
- 1948 Viver Sonhando (Texas, Brooklyn and Heaven); William Castle
- 1949 Rio Sangrento (Massacre River); John Rawlins
- 1951 Os Tambores Rufam ao Amanhecer (Drums in the Deep South); William Cameron Menzies
- 1952 Red Snow; Boris L. Petroff e Harry S. Franklin
- 1953 Investida de Bárbaros (The Charge at Feather River); Gordon Douglas
- 1954 Sob o Comando da Morte (The Command); David Butler
- 1955 O Tirano da Fronteira (The Last Frontier); Anthony Mann
- 1955 No Mau Caminho (Five Against the House); Phil Karlson
- 1956 Represália (Reprisal!); George Sherman
- 1956 No Limiar do Espaço (On the Threshold of Space); Robert D. Webb
- 1956 The Beast of Hollow Mountain; Edward Nassour e Ismael Rodriguez
- 1956 Idílio Proibido (Hilda Crane); Philip Dunne
- 1957 Desforra Fatal (The Hard Man); George Sherman
- 1958 A Vingança Deixa Sua Marca (Bullwhip); Harmon Jones
- 1959 Momentos de Aflição (Jet Over the Atlantic); Byron Haskin
- 1960 A Escrava de Roma (La Schiava di Roma); Sergio Grieco
- 1961 A Espada do Conquistador (Rasmunda e Alboino); Carlo Campogalliani
- 1962 Le Prigioniere dell'Isola del Diavolo; Domenico Paolella
- 1963 Il boia di Venezia; Luigi Capuano
- 1963 O Vingador Mascarado (Il Vindicatori Mascherato); Pino Mercanti
- 1964 O Mistério da Ilha dos Thugs (I Misteri della Giungla Nera); Luigi Capuano
- 1964 Escreveu Sua Vingança A Bala (Sfida a Rio Bravo); Tulio Demichelli
- 1964 A Vingança de Sandokan (Sandokan Alla Riscossa); Luigi Capuano
- 1964 A Batalha Final dos Apaches (Old Shatterhand); Hugo Fregonese
- 1965 Viva Gringo (Das Vermachtinis Des Inka); George Marischka
- 1965 O Aventureiro de Tortuga (L'Avventuriero della Tortuga); Luigi Capuano
- 1965 Sandokan Contra o Leopardo de Sarawak (Sandokan Contro il Leopardo de Sarawak); Luigi Capuano
- 1966 5 Gigantes do Texas (I Cinque della Vendetta); Alfonso Balcazar
- 1967 O Rei dos Criminosos (Il Re dei Criminale); Paul Maxwell
- 1967 Superargo Contro il Robot; Paolo Bianchini
- 1967 LSD - Inferno per Pocchi Dollari; Massimo Mida
- 1967 Texas, 1867 (Sette Winchester per un Massacro); Enzo Girolami
- 1968 O Filho de Django (Il Figlio di Django); Osvaldo Civirani
- 1968 Este Homem Não Deve Morrer (Il Lungho Gironi dell'Odio); Gianfranco Baldanello
- 1968 Bang Bang Kid (Bang Bang Kid); Luciano Lelli
- 1968 Inferno na Normandia (Testa de Sbarco per Otto Implacabili); Alfonso Brescia
- 1969 A Guerra dos Demônios (I Diavoli della Guerra); Bitto Albertini
- 1969 Um Lugar no Inferno (Un Posto all'Inferno); Giuseppe Vari
- 1969 A Batalha do Último Panzer (La Battaglia dell'Ultimo Panzer); Jose Luis Merino
- 1969 Os Sete Comandos do Inferno (Comando all Inferno); Jose Luis Merino
- 1971 O Reverendo do Colt (Reverendo Colt); Leon Klimovski
- 1976 Won Ton Ton, O Cão Que Salvou Hollywood (Won Ton Ton); Michael Winner
- 1988 Red River (Red River); TV; Richard Michaels